# Свадебный праздник подушки
Свадебный праздник подушки —  праздник, проводившийся перед традиционной свадебной церемонией казаков. 

## История
Одним из свадебных ритуалов  казаков был праздник «подушки». Праздник праздновался за несколько дней до свадьбы. Этот праздник был связан с переносом приданого в дом жениха.
В дом невесты приходила родня жениха и осматривала приданое. В комнатах заранее раскладывались свадебные подушки. Жених и невеста садились на подушки, а швеи, вышивающие приданое, подносили гостям мёд. Жених пил мёд и целовал невесту, приговаривая: "Мёд горек, надобно подсластить". После этого жених одаривал швей деньгами. Потом на подушки усаживались другие гости, они пили мёд, целовались и бросались подушками. После этого приданое невесты «подушечники» несли к дому жениха, следом за ними на телеге везли сундук. Родня жениха принимала приданое и угощала участников «подушечного» шествия.
Этот праздник в настоящее время сохраняется в станице Раздорская, хуторе Пухляковский и др местах. Донская казачья подушка отличается от подушек других народов по многим параметрам: размером, формой, украшением, символическим назначением и местом в доме и самой семье. Кроме того, у Донских казаков в каждом доме есть еще один вид подушек, имеющих особую свадебно-магическую символику. Такой подушкой в казачьем курене была подушка с названием «Надька».
В 90-е годы XIX века праздник подушки стал главным событием перед свадьбой. Во время предсвадебной процессии подушечники проводили тонкое сравнение с кем-то. Если раньше подруги невесты рассказывали ей, что на слуху у станичников, то в последующем облик подушки стал выражать облик и характер невесты.  Подушка «Надька» делалась в виде доброй или хитрой кошечки; своенравной козочки, верной собачки. У них выражались общие черты с невестой: большие глаза, являющиеся символом того, что от глаз хозяйки не скроется никакая проблема. Большие коготки у кошки на подушке означают умение невесты постоять за себя и своего любимого.
Подушки в виде кошечек, козочек или собачек шьют из любой ткани. Обязательным у подушки является мягкий низ, удобный для сна. У всех подушечек нарядный внешний вид.
В разных Донских станицах и хуторах делают свои украшения предсвадебной подушки. Среди них: вышивка — в станице Раздорская, украшение кружевами — в хуторе Мелиховский и Коныгин, оборки —  в станице Старочеркасская, аппликации  — в хуторе Пухляковский и др. Кроме того, подушки  украшают аппликациями из ярких цветных тканей с казачьими символами — подсолнухами; ярким видом степи с тюльпанами; голубым небом с птицами; солнцем и др.